# Полночь в Париже
«Полночь в Париже» (англ. Midnight in Paris) — художественный фильм Вуди Аллена, премьера которого состоялась на 64 Каннском кинофестивале 11 мая 2011 года. В фильме снимались Оуэн Уилсон, Рэйчел Макадамс, Эдриен Броуди, Кэти Бэйтс, Марион Котийяр, Майкл Шин, Том Хиддлстон и Карла Бруни.
В 2012 году фильм был удостоен премии «Оскар» за лучший сценарий.

## Сюжет
2010 год. Известный голливудский сценарист Гил Пендер и его невеста Инес прилетают в Париж к её родителям. Случайно встретив старого друга Пола, Инес решает провести вечер с ним, а не с женихом. Расстроенный Гил забредает в незнакомый переулок и сидит на ступеньках лестницы, когда мимо него проезжает старинный автомобиль. Сидящие в автомобиле молодые люди, одетые в стиле 20-х годов XX века, приглашает Гила прокатиться. Они приезжают на вечеринку, где за роялем поёт и аккомпанирует себе человек, похожий на Коула Портера. Гил знакомится с парой, представившей себя как Фрэнсис Скотт Фицджеральд и его жена Зельда. Каким-то образом Гил переносится в 1920-е годы и оказывается в кафе, где присутствует его кумир Эрнест Хэмингуэй. Гил как раз переживает творческий кризис и по совету Хемингуэя решает показать свой новый роман Гертруде Стайн.
На рассвете Гил выходит из ресторана и снова перемещается в 2010 год. Каждую ночь Гил отправляется в прошлое. Попытка рассказать Инес, что происходит и где он оказывается после того, как часы пробьют полночь, безуспешна. Невеста считает, что он сошёл с ума. У Гертруды Стайн Гил встречает Пабло Пикассо и знакомится с очаровательной девушкой Адрианой — подругой Коко Шанель и бывшей любовницей Модильяни и Брака. Между Гилом и Адрианой возникает симпатия. 
Следующей ночью во время прогулки по Парижу они спасают от самоубийства Зельду, которая собиралась броситься в Сену. Затем Гил встречается в кафе с будущими мэтрами сюрреализма: Дали, Рэем, Бунюэлем. Во время общей беседы Гил подсказывает Бунюэлю сюжет будущего фильма «Ангел-истребитель».
Вернувшись в настоящее и гуляя по Парижу, Гил знакомится с Габриель, девушкой, продающей антиквариат. У них оказывается много общего во взглядах, оба любят музыку и атмосферу прошлой эпохи. Затем Гил случайно находит дневник Адрианы и, прочитав его, понимает, что она испытывала к нему чувства и хотела бы получить в подарок серёжки. Гил сперва ворует серьги у собственной невесты, но она едва не ловит его с поличным, тогда он покупает новые и при следующей встрече дарит Адриане. В этот момент их нагоняет конный экипаж, в котором они переносятся в ещё более далёкое прошлое — в 1890-е годы. Гил и Адриана оказываются в компании импрессионистов: Дега, Гогена, Тулуз-Лотрека, выясняется, что и они не ценят свою эпоху и хотели бы оказаться в Ренессансе. Гил признается, что он из будущего, и говорит, что каждому поколению прошлое кажется гораздо привлекательнее, чем настоящее. Адриана решает остаться в этой эпохе, а Гил возвращается, но напоследок выслушивает финальные правки Стайн и Хемингуэя, благодаря которым понимает, что у его невесты роман на стороне (как и у списанного с неё персонажа).
Наутро Гил устраивает Инес скандал, и она признаётся, что дважды переспала с Полом. Родители Инес рассказывают, что, пытаясь разобраться в том, куда по ночам пропадает Гил, направили по его следу частного детектива, который невероятным образом исчез. Оказывается, детектив попал в конец XVIII века, в эпоху Людовика XVI, где забрёл в королевский дворец и был вынужден спасаться от стражи. Гил расстаётся с Инес. Бродя по ночному Парижу, он вновь встречает Габриэль, которая, как и он, любит гулять под дождём.

## В ролях
| Актёр                | Роль                      |
| -------------------- | ------------------------- |
| Оуэн Уилсон          | Гил Пендер                |
| Рэйчел Макадамс      | Инес                      |
| Курт Фуллер          | Джон, отец Инес           |
| Мими Кеннеди         | Хелен, мать Инес          |
| Майкл Шин            | Пол Бейтс                 |
| Нина Арианда         | Кэрол Бейтс               |
| Карла Бруни          | гид                       |
| Леа Сейду            | продавщица Габриэль       |
| Ив Хек               | Коул Портер               |
| Соня Ролланд         | Жозефина Бейкер           |
| Элисон Пилл          | Зельда Фицджеральд        |
| Том Хиддлстон        | Фрэнсис Скотт Фицджеральд |
| Кэти Бэйтс           | Гертруда Стайн            |
| Кори Столл           | Эрнест Хэмингуэй          |
| Марсьяль Ди Фонсо Бо | Пабло Пикассо             |
| Марион Котийяр       | Адриана                   |
| Эммануэль Юзан       | Джуна Барнс               |
| Эдриен Броуди        | Сальвадор Дали            |
| Адриен де Ван        | Луис Бунюэль              |
| Том Кордье           | Ман Рэй                   |
| Девид Лоу            | Том Элиот                 |
| Ив-Антуан Спото      | Анри Матисс               |
| Винсент Менжу Кортес | Анри де Тулуз-Лотрек      |
| Оливье Рабурда       | Поль Гоген                |
| Франсуа Роста        | Эдгар Дега                |

## Критика
Фильм получил признание кинокритиков. Рейтинг фильма на агрегаторе Rotten Tomatoes составляет 93 %, основанный на 217 рецензиях критиков, со средней оценкой 7,8 из 10.
Кинокритик Роджер Эберт оценил фильм на 3 с половиной звезды из четырёх, подытожив:

Вуди Аллен — сокровище мирового кинематографа. «Полночь в Париже» очаровала даже жестоких ветеранов каннской прессы. В фильме нет ничего такого, что может не понравиться.

Критик Ричард Роупер поставил фильму оценку «пять из пяти», сказав, что «это великолепный фильм и одна из лучших романтических комедий за последние годы».

## Награды и номинации
- 2011 — 3 номинации на премию «Спутник»: лучший фильм, лучшая режиссёрская работа (Вуди Аллен), лучшая женская роль второго плана (Рэйчел Макадамс).
- 2012 — 4 номинации на премию «Золотой глобус»: лучший фильм — комедия или мюзикл, лучшая режиссёрская работа (Вуди Аллен), лучшая мужская роль — комедия или мюзикл (Оуэн Уилсон), лучший сценарий (Вуди Аллен; единственная победа).
- 2012 — номинация на Премию Гильдии киноактёров США за лучший актёрский состав.
- 2012 — номинация на премию BAFTA за лучший оригинальный сценарий (Вуди Аллен).
- 2012 — номинация на премию «Гойя» за лучший оригинальный сценарий (Вуди Аллен).
- 2012 — 2 номинации на премию «Независимый дух»: лучшая мужская роль второго плана (Кори Столл), лучшая операторская работа (Дариус Хонджи).
- 2012 — 4 номинации на премию «Оскар»: лучший фильм (Летти Аронсон, Стивен Тененбаум), лучшая режиссёрская работа (Вуди Аллен), лучший оригинальный сценарий (Вуди Аллен; победа) и лучшая работа художника-постановщика (Энн Сейбель, Хелен Дюбрей).
- 2012 — премия Гильдии сценаристов США за лучший оригинальный сценарий[9].
- 2012 — две номинации на премию «Сатурн»: лучший фильм в жанре фэнтези, лучший сценарий (Вуди Аллен).
- 2012 — номинация на премию Гильдии режиссёров США за лучшую режиссуру — Художественный фильм (Вуди Аллен).